# Acidente ferroviário de Hennenman–Kroonstad em 2018
O acidente ferroviário de Hennenman–Kroonstad refere-se ao desastre ocorrido em 4 de janeiro de 2018, quando um trem de passageiros operado pela Shosholoza Meyl colidiu com um caminhão em uma passagem de nível na Estação de Genebra, situada entre Hennenman e Kroonstad, Estado Livre, na África do Sul. O trem foi descarrilado e sete dos doze vagões pegaram fogo. Vinte e uma pessoas foram mortas e 254 pessoas ficaram feridas.

## Acidente
Por volta das 09h15min, no horário local, de 4 de janeiro de 2018, um trem de passageiros, operado por Shosholoza Meyl, transportando 429 passageiros, viajava de Porto Elizabeth para Joanesburgo quando colidiu com um caminhão na estação de Genebra: em específico, na passagem de nível da estação, a cerca de 200 quilômetros a sudoeste de Joanesburgo.
Testemunhas afirmaram que o caminhão não conseguiu parar na passagem de nível, apesar do motorista do trem ter dado um aviso ao acionar a buzina. O caminhão, junto com seus dois reboques, foi arrastado por cerca de 400 metros; e um carro, que estava sendo transportado no trem, também foi esmagado pelo trem descarrilhado.
A locomotiva que transportava os passageiros era movida a diesel-elétrica e pertencia a classe C30EMP № 3 018, de propriedade da Sheltam. A locomotiva e os doze vagões do trem descarrilaram; enquanto sete vagões pegaram fogo. Os fios elétricos quebraram durante a colisão, causando o fogo. Os primeiros socorristas foram os agricultores locais e seus trabalhadores que correram para o local da colisão com equipamentos de combate a incêndio e começaram a retirar pessoas dos vagões em chamas. Testemunha e agricultor, Willie du Preez disse que o incêndio começou dez minutos após a colisão, com as primeiras chamas atrás da locomotiva, espalhando para os vagões descarrilados onde alguns passageiros estavam presos. Vinte e uma pessoas foram mortas e 254 ficaram feridos. Por volta das 20h50, hora local, a busca e o resgate foram cancelados.
O motorista do caminhão sobreviveu à colisão e tentou fugir do local, mas foi preso e levado para um hospital. A polícia abriu um caso de homicídio contra o motorista. O motorista do caminhão testou negativo para álcool em uma delegacia.

## Operação de recuperação
O porta-voz da polícia, Brigadier Sam Makhele, disse acreditar que todos os restos mortais tenham sido recuperados dos vagões na tarde de 5 de janeiro, e que os trabalhadores forenses acreditavam ter recuperado os restos de dezenove pessoas. Equipamentos pesados de recuperação foram trazidos pela Agência Ferroviária de Passageiros da África do Sul (PRASA), dois dias após a colisão, para remover os detritos do local do acidente para que a linha ferroviária pudesse ser reparada e reaberta. Em 7 de janeiro, a linha de trem foi reaberta para tráfego.

## Especulação
O agricultor Willie du Preez disse que a estrada para a passagem de nível segue a linha férrea antes de fazer uma curva de 90 graus para o cruzamento. Ele alegou que há um ponto cego que impede, por um momento, de ver os trens que estão chegando e os buracos na estrada que reduzem a velocidade dos veículos no cruzamento. Ele afirmou sua crença de que a cabine do caminhão e a primeira carreta tinham atravessada e o trem bateu na segunda.
Em 6 de janeiro de 2018, a PRASA não havia respondido a uma pergunta do periódico Volksblad sobre se o trem estava em alta velocidade, pois um passageiro alegou que havia entrado no trem quando estava com duas horas de atraso, mas que o trem havia recuperado uma hora de viagem.

## Investigação
O ministro dos Transportes da África do Sul, Joe Maswanganyi, anunciou que uma investigação seria realizada. Maswanganyi também disse que "a polícia está investigando. O motorista do caminhão estava se arriscando... o que custou muitas vidas". O Regulador de Segurança Ferroviária (RSR) é o órgão responsável pela investigação de acidentes ferroviários na África do Sul. O proprietário do caminhão basculante articulado, Cordene Trading, expressou as condolências da empresa às vítimas e suas famílias por meio do advogado da empresa.
O motorista descreveu, ao ver o caminhão no cruzamento, como ele tocou a buzina do trem e aplicou os freios com uma percepção de que ele e sua assistente não podiam fazer mais nada enquanto estavam no comando da cabine. O motorista e sua assistente estavam gravemente feridos e sofreram ferimentos no pescoço e na cabeça.
Em uma descoberta preliminar, a investigação do RSR revelou que a velocidade do trem indica que ele estava viajando a 78 km/h quando colidiu o caminhão em uma pista de 90 km/h. Apenas quatro dos passageiros mortos na colisão foram reconhecidos, mas ainda não identificado. Os gêneros das vítimas não puderam ser identificados naquele momento, enquanto as outras vítimas são quatro meninas, oito homens e cinco mulheres. Os outros quinze foram identificados por meio de teste de DNA.
Em 26 de janeiro de 2018, a PRASA anunciou que os testes de DNA dos restos mortais foram concluídos e os resultados seriam divulgados aos familiares das vítimas em uma reunião na Câmara do Estado de Virgínia, Estado Livre. O órgão também forneceu assistência governamental para os enterros.

## Relatório final
O Regulador de Segurança de Ferrovias da África do Sul convocou uma Junta de Inquérito para investigar a colisão e divulgou um relatório em outubro de 2018. O conselho concluiu que a causa do acidente foi a falha do motorista do caminhão ao não parar conforme exigido pela sinalização. O acidente ocorreu às 08h58min com o trem viajando a 78 km/h no momento do acidente, atingindo a segunda e última carreta do caminhão, o trem não quebrou antes da colisão e arrastou o veículo por 140 metros.
O motorista do caminhão não parou como era obrigado, ignorando os sinais de alerta dispostos e um sinal de parada, além dele não ter sido comprometido pela pouca visibilidade. Ao ver o caminhão, o motorista do trem havia acionado seu sinal a quatrocentos metros da área de impacto. O caminhão continuou avançando através do cruzamento. A locomotiva e dez dos dezenove vagões descarrilaram. Depois de alguns minutos deu-se início a um incêndio em cinco vagões. Este teria sido causado pelo arco de cabos eléctricos de 3 kV, que falharam em desligar ou desarmar após a colisão, sendo exposto ao calor incendiando a parte exterior e interior de cada vagão. O fogo, no entanto, não espalhou para os demais vagões. Vinte e quatro pessoas morreram e 240 ficaram feridas. A capacidade total do trem era de 640 pessoas, estimando-se que havia 547 pessoas a bordo no momento da colisão.
A locomotiva e os vagões do trem foram considerados em condições de rodar. O projeto deficiente das janelas e portas comprometeu a fuga da estrutura, com as janelas muito estreitas para possibilitar o escape dos passageiros, as portas eram muito pesadas para abrir e não haviam saídas de emergência. A estrutura exterior do trem não era totalmente resistentes ao fogo. Havia um número insuficiente de extintores de incêndio. A tripulação não havia recebido treinamento de segurança para esses tipos de eventos e os passageiros não receberam nenhuma informação de emergência antes da viagem. A mesma passagem de nível foi uma cena de uma colisão de trem e caminhão em 26 de setembro de 2014.